# Bianca d'Artois
Bianca d'Artois, Blanca in spagnolo, asturiano, in catalano, in aragonese e in fiammingo, Branca in galiziano, in portoghese, Blanka in basco, e in tedesco Blanche in francese e in inglese. Blanca in latino (1248 – Parigi, 2 maggio 1302), contessa consorte di Champagne e Brie e regina consorte di Navarra dal 1270 al 1274; fu poi reggente, per conto della figlia, Giovanna, del regno di Navarra e delle contee di Champagne e di Brie dal 1274 al 1284, e fu anche contessa consorte di Lancaster dal 1276 al 1296.

## Origine
Secondo le Gesta Philippi Tertii Francorum Regis, Bianca era la nipote del re di Francia, Luigi IX il Santo e sorella del conte di Artois, Roberto II (sorore comitis Attrebatensis Roberti), che secondo la Genealogia Ducum Brabantiæ Heredum Franciæ era figlia del conte di Artois, Roberto I (figlio del re di Francia Luigi VIII e di Bianca di Castiglia) e Matilde del Brabante (1248-1302), figlia del conte del Brabante, Enrico II e di Maria di Svevia.
Suo padre era fratello del re di Francia Luigi IX il Santo).

## Biografia
A Melun (Senna e Marna), nel 1269, Bianca, come ci viene confermato dalle Gesta Philippi Tertii Francorum Regis, sposò il fratello del re di Navarra (Tebaldo II) e conte di Champagne e di Brie (Tebaldo V), Enrico il Grasso (Henricus rex Navarræ comesque Campaniæ), figlio maschio ultimogenito di Tebaldo il Saggio, re di Navarra (Tebaldo I), conte di Champagne (Tebaldo IV) e conte di Brie, e della sua terza moglie Margherita di Borbone-Dampierre (†1256), che ancora secondo la cronaca di Alberic de Trois-Fontaines era la figlia secondogenita del signore di Borbone, Arcimbaldo VIII e di Guigone de Forez, figlia di Guido III Conte di Forez e della sua seconda moglie, Adelasia.
Secondo la Cronaca di Guglielmo di Nangis, l'anno dopo, nel 1270, suo cognato, Tebaldo II, partì alla volta della Tunisia, al seguito del suocero, Luigi IX il Santo e, in quello stesso anno, durante il viaggio di ritorno dall'ottava crociata, Tebaldo II, morì a Trapani.
Dato che il fratello era senza discendenza legittima, suo marito, Enrico gli subentrò nei titoli di re di Navarra (Enrico I), conte di Champagne (Enrico III) e di Brie.
Suo marito, Enrico morì, sembra a causa dell'obesità, nel 1274, all'età di trent'anni e secondo la Cronaca di Guglielmo di Nangis, Enrico morì nel regno di Navarra (Henricus rex Navarræ comesque Campaniæ in regno Navarræ), e fu tumulato a Pamplona, e poiché il suo primogenito, Tebaldo, era morto alcuni mesi prima, per una caduta nel castello di Estella, lasciò il regno ad una bambina di circa un anno, Giovanna, che la madre, Bianca d'Artois, che era cugina prima del re di Francia, Filippo l'Ardito, portò con sé alla corte di Francia, a Parigi.
A quel tempo Giovanna era fidanzata con Enrico di Windsor (1267-1274) uno dei figli del re d'Inghilterra Edoardo I (il documento, del settembre 1273, inerente alla promessa di matrimonio è riportato nel Diccionario de Antigüedades del Reino de Navarra); dopo essere giunta a Parigi, fu, annullato il fidanzamento inglese, anche per la morte di Enrico di Windsor e, nel maggio del 1275, a Orléans, Giovanna fu fidanzata all'erede al trono di Francia, Filippo il Bello.
In conseguenza al nuovo fidanzamento, il re di Francia, Filippo III, inviò immediatamente in Navarra Eustache de Beaumarchez, per curare gli interessi della piccola cugina, regina di Navarra, e gli eserciti francesi si impadronirono della Navarra, che fu governato da funzionari francesi, anche se nominalmente il regno era retto da Bianca.
Le contee di Champagne e di Brie, invece continuarono ad essere governate dalla reggente, la madre di Giovanna, Bianca.
Bianca d'Artois, nel 1276, si sposò in seconde nozze col fratello del re d'Inghilterra, Edoardo I, il primo conte di Lancaster, anche lui vedovo da due anni, Edmondo, il figlio secondogenito maschio del re d'Inghilterra e duca d'Aquitania, Enrico III e di Eleonora di Provenza, figlia secondogenita del conte di Provenza e conte di Forcalquier, Raimondo Berengario IV (1198 – 1245), e della moglie, Beatrice di Savoia (1206 – 1266), come risulta dalla cronaca del monaco benedettino inglese, cronista della storia inglese, Matteo Paris (1200 – 1259), quando ne descrive il matrimonio con il re d'Inghilterra, Enrico III e anche dal documento n° 99 del Peter der Zweite Graf von Savoyen, Markgraf in Italien, sein Haus und seine Lande, dello storico, Ludwig Wurstenberger. Il matrimonio è ricordato, sia nelle cronache di Thomas Wykes (1222-ca. 1293), che fu un canonico regolare, autore di una cronaca del regno d'Inghilterra, dal 1066 al 1289 (dominus Edmundus frater domini regis Anglorum e dominam reginam Naveriæ), sia dalle Gesta Philippi Tertii Francorum Regis (sororem ejusdem comitis -comes Attrebati Robertus- relictam regis Navarræ Henrici e Edmundo fratri regis Angliæ Edoardi), mentre il Recueil des historiens des croisades. Historiens occidentaux. ci ricorda che Bianca ed Edmondo continuarono a governare le due contee, sino a che Giovanna avesse raggiunto la maggiore età.

Scudo di Navarra, dopo che le contee di Brie e di Champagne furono annesse alla Francia nel 1316

Il 16 agosto del 1284, la figlia Giovanna, all'età di circa 12 anni, sposò, nella cattedrale di Parigi, Notre-Dame, Filippo il Bello, come riportano, sia la Cronaca di Guglielmo di Nangis; l'anno seguente, nel 1285, Giovanna divenne regina di Francia, assieme al marito, che, oltre che Filippo IV di Francia divenne Filippo I di Navarra, per cui i regni di Francia e Navarra rimasero uniti per circa cinquant'anni, mentre le contee di Brie e di Champagne continuarono ad essere governate da Bianca e furono annesse alla Francia nel 1316, alcuni anni dopo la sua morte.
Bianca morì a Parigi, il 2 maggio del 1302, a 54 anni di età.

## Figli
Bianca diede ad Enrico due figli:
- Tebaldo (?-1273), morto giovane, per una caduta.
- Giovanna di Navarra (1271-1305), che nel 1284 sposò l'erede al trono di Francia, Filippo il Bello.

Bianca diede ad Edmondo tre o quattro figli:
- Tommaso, (1278-1322), secondo conte di Lancaster
- Enrico (1281-1345), terzo conte di Lancaster
- Giovanni Plantageneto (circa 1282 - 1327), signore di Beaufort-en-Champagne e di Nogent-Lartauld, dal 1302. Sposò Alice di Joinville, nel 1310 circa.
- Maria Plantageneta (circa 1284 - circa 1289)

## Ascendenza
|                             |                            |                                        | Genitori                                        |  |  | Nonni |  |  | Bisnonni                   |  |  | Trisnonni                |  |
|                             |                            |                                        |                                                 |  |  |       |  |  | Philippe II, re di Francia |  |  | Louis VII, re di Francia |  |
|                             |                            |                                        |                                                 |  |  |       |  |  | Philippe II, re di Francia |  |  | Louis VII, re di Francia |  |
|                             |                            | Adèle de Champagne                     |                                                 |  |  |       |  |  | Philippe II, re di Francia |  |  |                          |  |
| Louis VIII, re di Francia   |                            |                                        |                                                 |  |  |       |  |  | Philippe II, re di Francia |  |  |                          |  |
|                             |                            | Isabelle de Hainaut                    | Baudouin V, conte di Hainaut                    |  |  |       |  |  |                            |  |  |                          |  |
|                             |                            | Isabelle de Hainaut                    | Baudouin V, conte di Hainaut                    |  |  |       |  |  |                            |  |  |                          |  |
|                             |                            | Isabelle de Hainaut                    | Marguerite I, contessa di Fiandra               |  |  |       |  |  |                            |  |  |                          |  |
| Robert I, conte d'Artois    |                            | Isabelle de Hainaut                    |                                                 |  |  |       |  |  |                            |  |  |                          |  |
|                             |                            | Alfonso VIII, re di Castiglia          | Sancho III, re di Castiglia                     |  |  |       |  |  |                            |  |  |                          |  |
|                             |                            | Alfonso VIII, re di Castiglia          | Sancho III, re di Castiglia                     |  |  |       |  |  |                            |  |  |                          |  |
|                             |                            | Alfonso VIII, re di Castiglia          | Blanca Garcés de Navarra                        |  |  |       |  |  |                            |  |  |                          |  |
| Blanca de Castilla          |                            | Alfonso VIII, re di Castiglia          |                                                 |  |  |       |  |  |                            |  |  |                          |  |
|                             |                            | Eleonora d'Inghilterra                 | Henry II, re d'Inghilterra                      |  |  |       |  |  |                            |  |  |                          |  |
|                             |                            | Eleonora d'Inghilterra                 | Henry II, re d'Inghilterra                      |  |  |       |  |  |                            |  |  |                          |  |
|                             |                            | Eleonora d'Inghilterra                 | Aliénor d'Aquitaine                             |  |  |       |  |  |                            |  |  |                          |  |
| Blanche d'Artois            |                            | Eleonora d'Inghilterra                 |                                                 |  |  |       |  |  |                            |  |  |                          |  |
|                             | Henri I, duca del Brabante | Godefroid III, duca della Bassa Lorena |                                                 |  |  |       |  |  |                            |  |  |                          |  |
|                             | Henri I, duca del Brabante | Godefroid III, duca della Bassa Lorena |                                                 |  |  |       |  |  |                            |  |  |                          |  |
|                             | Henri I, duca del Brabante | Marguerite de Limbourg                 |                                                 |  |  |       |  |  |                            |  |  |                          |  |
| Henri II, duca del Brabante | Henri I, duca del Brabante |                                        |                                                 |  |  |       |  |  |                            |  |  |                          |  |
|                             |                            | Mathilde de Boulogne                   | Mathieu, conte di Boulogne                      |  |  |       |  |  |                            |  |  |                          |  |
|                             |                            | Mathilde de Boulogne                   | Mathieu, conte di Boulogne                      |  |  |       |  |  |                            |  |  |                          |  |
|                             |                            | Mathilde de Boulogne                   | Marie de Blois                                  |  |  |       |  |  |                            |  |  |                          |  |
| Mathilde de Brabant         |                            | Mathilde de Boulogne                   |                                                 |  |  |       |  |  |                            |  |  |                          |  |
|                             |                            | Philipp, re di Germania                | Friedrich I, imperatore del Sacro Romano Impero |  |  |       |  |  |                            |  |  |                          |  |
|                             |                            | Philipp, re di Germania                | Friedrich I, imperatore del Sacro Romano Impero |  |  |       |  |  |                            |  |  |                          |  |
|                             |                            | Philipp, re di Germania                | Béatrice, contessa palatina di Borgogna         |  |  |       |  |  |                            |  |  |                          |  |
| Maria von Hohenstaufen      |                            | Philipp, re di Germania                |                                                 |  |  |       |  |  |                            |  |  |                          |  |
|                             |                            | Eiríni Angelína                        | Isaakios II Angelos                             |  |  |       |  |  |                            |  |  |                          |  |
|                             |                            | Eiríni Angelína                        | Isaakios II Angelos                             |  |  |       |  |  |                            |  |  |                          |  |
|                             |                            | Eiríni Angelína                        | Eiríni Palaiologína                             |  |  |       |  |  |                            |  |  |                          |  |
|                             |                            | Eiríni Angelína                        |                                                 |  |  |       |  |  |                            |  |  |                          |  |

### Fonti primarie
- (LA)  Chronique de Guillaume de Nangis/Règne de Louis IX (1226-1270).
- (LA)  Chronique de Guillaume de Nangis/Règne de Philippe III le Hardi (1270-1285).
- (LA)  Obituaires de la province de Sens. Tome I.1.
- (LA)  Obituaires de la province de Sens. Tome I.2.
- (LA)  Obituaires de la province de Sens. Tome 2.
- (LA)  Monumenta Germanica Historica, tomus XXIII.
- (LA)  Monumenta Germaniae Historica, Scriptores, tomus XXV.
- (LA)  Recueil des historiens des Gaules et de la France. Tome 20.
- (LA)  Recueil des historiens des Gaules et de la France. Tome 21.
- (LA)  Diccionario de Antigüedades del Reino de Navarra.
- (LA)  Peter der Zweite Graf von Savoyen, Markgraf in Italien, sein Haus und seine Lande.
- (LA)  Matthæi Parisiensis, Monachi Sancti Albani, Chronica Majorar, vol. IV.
- (LA)  Matthæi Parisiensis, Monachi Sancti Albani, Chronica Majorar, vol. III.
- (FR)  Cartulaire de Hugues de Chalon (1220-1319).
- (FR)  William of Tyre, Recueil des historiens des croisades. Historiens occidentaux..
- (PT)  Nobiliario de D. Pedro Conde de Bracelos hijo del Rey D. Dionis de Portugal.

### Letteratura storiografica
- Hilda Johnstone, Francia: gli ultimi Capetingi, in Storia del mondo medievale, vol. VI, 1999, pp. 569–607